# Gurgel SuperCross
O Gurgel SuperCross foi um protótipo apresentado pela Gurgel no Salão do Automóvel de 1992, nas versões civil (na cor amarela) e militar (verde oliva). Era um Gurgel Supermini com a traseira vertical, suspensão elevada e para-lamas alargados para abrigar as rodas com pneus off-road. De design robusto, agressivo e elegante, poderia ter sido um sucesso se a Gurgel não tivesse desistido do projeto porque a fábrica estava em dívidas, vindo à falência em dezembro de 1994. Precursor dos aventureiros urbanos, que posteriormente se tornaria popular no país.

## Ficha Técnica

### Motor
- Gurgel Enertron, a gasolina, 4 tempos, 2 cilindros horizontais opostos.
- Bloco em liga leve de alumínio-silício.
- Cilindrada: 792 cm3
- Diâmetro do cilindro x curso do pistão (mm): 85,5 x 69,0.
- Taxa de compressão: 8,7:1
- Potência máxima (ABNT-NBR-5484): 36cv a 5.500 rpm.
- Torque máximo (ABNT-NBR-5484): 6,6 mkgf a 2.500 rpm.
- Refrigeração: a água com ventilador elétrico acionado por interruptor termostátíco.
- Eixo comando de válvula na carcaça acionado por corrente.
- Carburador de corpo simples e aspiração descendente.
- Ignição: controlada por micro-processador eletrônico que elimina o distribuidor (duas faíscas por ciclo para reduzir a poluição).

### Transmissão
- Tração traseira por eixo cardã e diferencial.
- Embreagem tipo monodisco a seco.
- Caixa de mudanças: quatro marchas sincronizadas para frente e uma à ré, com alavanca no assoalho.
- Relação de transmissão: 1ª) 3,650:1; 2ª) 2,140:1; 3ª) 1,370:1; 4ª) 1,000:1; ré) 3,660:1.
- Relação do diferencial: 4,100:1
- Opcional: caixa de mudanças "Dual Track" com engate das reduzidas sincronizadas.

### Carroceria
- Estrutura espacial em aço com perfil tubular e painéis modulares em plástico de engenharia. A parte frontal do chassi é provida de um sistema de segurança (fusível), que se deforma no caso de uma eventual colisão, amortecendo o impacto.

### Suspensão
- Dianteira: independente com molas helicoidais e amortecedores telescópicos de dupla ação, geometricamente progressiva.
- Traseira: Sistema "Leaf Coil" - conjuga a ação das lâminas paralelas à ação das molas helicoidais e amortecedores.

As lâminas paralelas de aço além de absorverem o torque do diferencial trabalham também como um sistema estabilizador (Patente Gurgel). 

### Direção
Mecânica tipo pinhão e cremalheira. 
- Diâmetro mínimo de curva: 8,8 m

### Freios
- De serviço: hidráulico, dianteiro a disco e traseiro a tambor.
- De estacionamento: mecânico, com ação sobre as rodas traseiras.

### Rodas
- Aro estampado em aço: 4,5J x 13
- Pneus Pirelli cinturado MS 35: 175 SR 13-860

### Sistema elétrico
- Bateria: 12V e 45Ah
- Alternador: 12V, 32A

### Capacidades
- Reservatório de combustível (Polietileno): 40,0 l
- Cárter do Motor: 2,5 l
- Câmbio: 1,1 l
- Diferencial: 0,8 l
- Sistema de arrefecimento: 3,4 l

### Dimensões
- Comprimento: 3.195 mm
- Largura: 1.520 mm
- Altura: 1.500 mm
- Distância entre eixos: 2.000 mm
- Bitola traseira: 1.285 mm
- Bitola dianteira: 1.285 mm
- Altura livre do solo: 175 mm

### Pesos
- Peso em ordem de marcha: 738 kg
- Carga útil (4 ocupantes e bagagens): 350 kg

## Produção
| Ano   | Produção (unidades) |
| ----- | ------------------- |
| 1992  | 2                   |
| Total | 2                   |